# Marcadores sociales

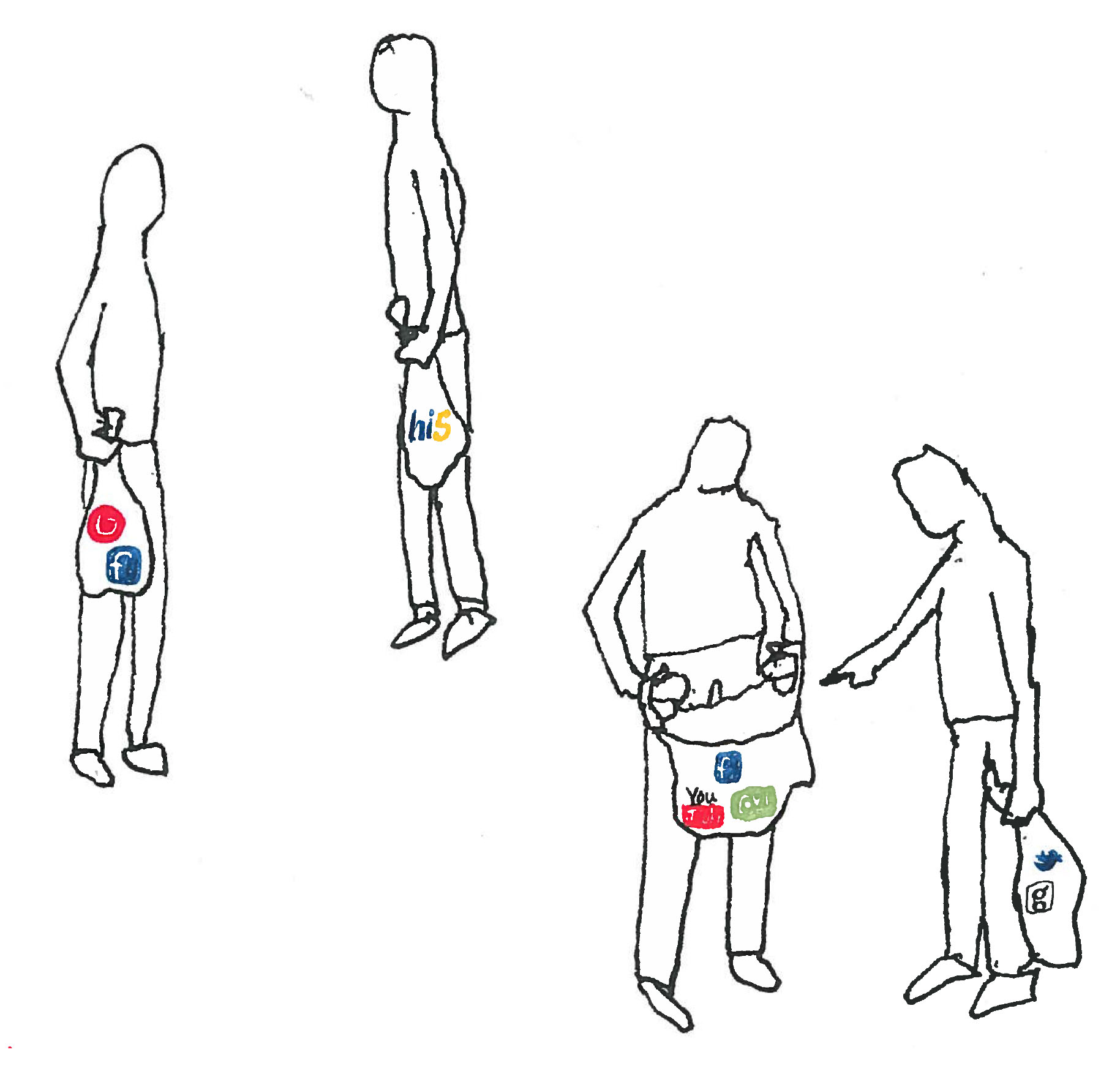
Los marcadores sociales son una actividad en la que los usuarios comparten sitios web favoritos.

Los marcadores sociales son un tipo de medio social que permiten almacenar, clasificar y compartir enlaces en Internet
Además de los marcadores de enlaces generales, existen servicios especializados en diferentes áreas como libros, vídeos, música, compras, mapas, etc. Los marcadores sociales también forman parte de los marcadores sociales de noticias como Digg.

## Usos
En un sistema de marcadores sociales los usuarios guardan una lista de recursos de Internet que consideran útiles en un servidor compartido. Las listas pueden ser accesibles públicamente o de forma privada. Otras personas con intereses similares pueden ver los enlaces por categorías, etiquetas o al azar. 
También categorizan los recursos con 'tags' o 'etiquetas' que son palabras asignadas por los usuarios relacionadas con el recurso. La mayoría de los servicios de marcadores sociales permiten que los usuarios busquen marcadores asociados a determinadas 'tags' y clasifiquen en un ranking los recursos según el número de usuarios que los han marcado.
Su popularidad va creciendo y la competición ha hecho que los servicios ofrezcan algo más que compartir marcadores y permitan votos, comentarios, importar o exportar, añadir notas, enviar enlaces por correo, notificaciones automáticas, fuentes web, crear grupos y redes sociales (como Facebook).

## Ventajas
Este sistema tiene varias ventajas sobre otras herramientas tradicionales como los motores de búsqueda. Toda la inclusión y clasificación de recursos está realizada por seres humanos en lugar de máquinas que procesan la información de forma automática según un programa.
Además de esto, los usuarios marcan los recursos que encuentran más útiles, por lo tanto, los recursos más útiles son marcados por más usuarios. De esta forma se crea un ranking de recursos basado en el criterio de los usuarios. Es una forma de medir la utilidad de los recursos mejor que la que proporcionan otros sistemas automatizados como los que se basan en el número de enlaces externos, etc.

## Desventajas
También existen algunas desventajas de los sistemas basados en 'tags': 
- No hay un sistema preestablecido de palabras clave o categorías.
- No existe una estructura predefinida para las tags (por ejemplo plural/singular, mayúsculas, acentos, etc.) lo cual puede llevar a errores a la hora de deletrear.
- Las 'tags' pueden tener más de un significado y ofrecer resultados inexactos debido a confusiones entre sinónimos.
- Los usuarios pueden crear 'tags' demasiado personalizadas con poco significado para otros.
- No existe una forma para estructurar las 'tags' de forma jerárquica. Por ejemplo, un sitio puede ser etiquetado con las 'tags' queso y cheddar, pero no tenemos forma de indicar que cheddar es un tipo de queso.

## Marcadores sociales en la educación
Los marcadores sociales son formas de almacenar, clasificar y compartir enlaces en Internet con otras personas, además se puede lograr enlaces con grupos con preferencias similares o generales en áreas como libros, vídeos, música, compras, mapas, noticias, etc.
Con la ayuda de los marcadores sociales se puede guardar y organizar información interesante o importante de forma pública o privada, para luego ser compartida con otros usuarios que mantengan similares intereses mediante enlaces por categorías. Con la ayuda de los “tags” podemos etiquetar y categorizar nuestra información presentándola de una forma organizada tanto para localizarla como para compartirla. 

## Algunos gestores de marcadores sociales
En español:
Agregadores de favoritos:
- Memorizame.com  - El más popular en España según Alexa
- favoriting.com
- Mister Wong  - Es empresa alemana
- dir.eccion.es
- MisFavoritos.es , en español.
- Redcreo  - Agregador que forma parte de un concurso educativo.
- Marcadores de Google

Agregadores de noticias:
- Menéame , agregador social.
- Enchilame , agregador social.
- Divoblogger , agregador social de enlaces (cerrado desde julio de 2015).
- Divúlgame , agregador social de ciencia y divulgación.

Redes sociales:
- Facebook
- Tuenti
- LinkedIn
- Xing
- Twitter
- Viber
- Youtube

En gallego:
- Chuza

En portugués:
- Imera Bookmarks

En inglés:
- si.multaneo.us
- BlinkList
- Bloglines
- Blue Dot
- Delicious
- de.lirio.us
- diigo
- Furl
- GiveALink.org
- Kaboodle
- Newsvine
- Qindex.info
- Reddit
- Technorati
- Kippt
- Ibookmaven
- MathsNews.com , artículos y noticias relacionados con las matemáticas.

De Software Libre, para las personas que quieren tener su propio sistema de marcadores sociales en su hosting y administrarlo:
- de.lirio.us
- Connotea
- Scuttle
- sabros.us
- Getboo